# Gonodonta
Gonodonta är ett släkte av fjärilar. Gonodonta ingår i familjen nattflyn.

## Bildgalleri

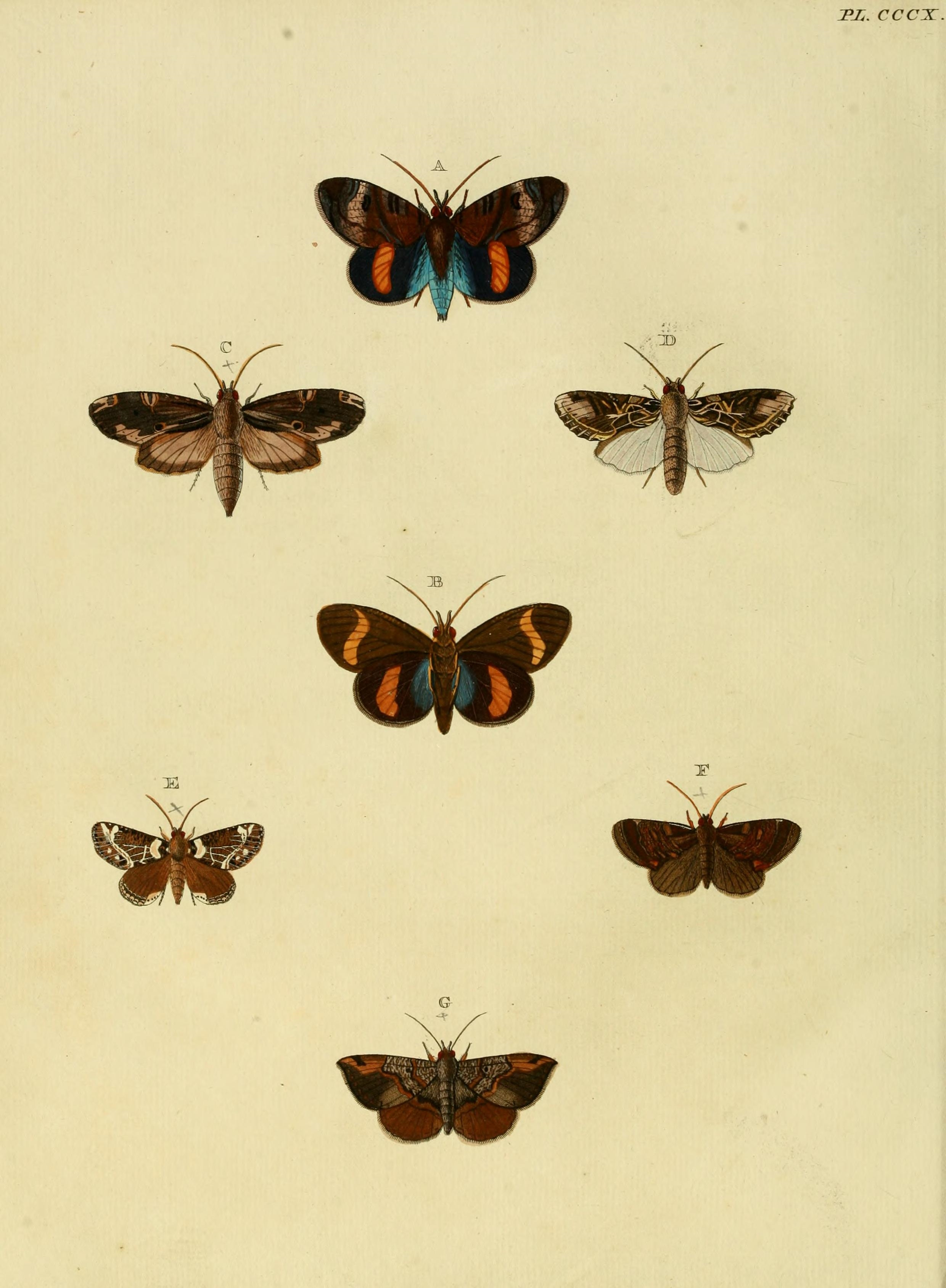
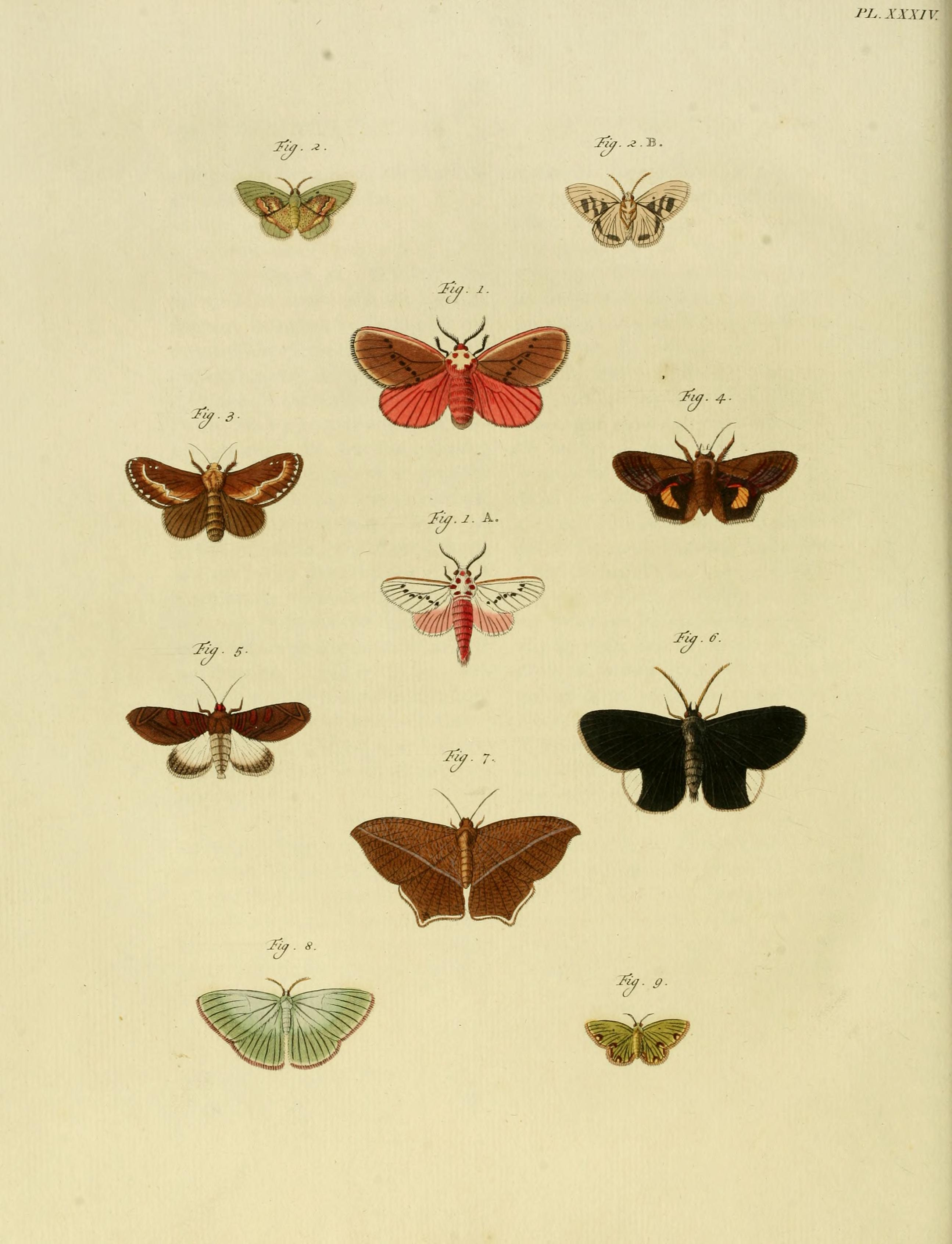
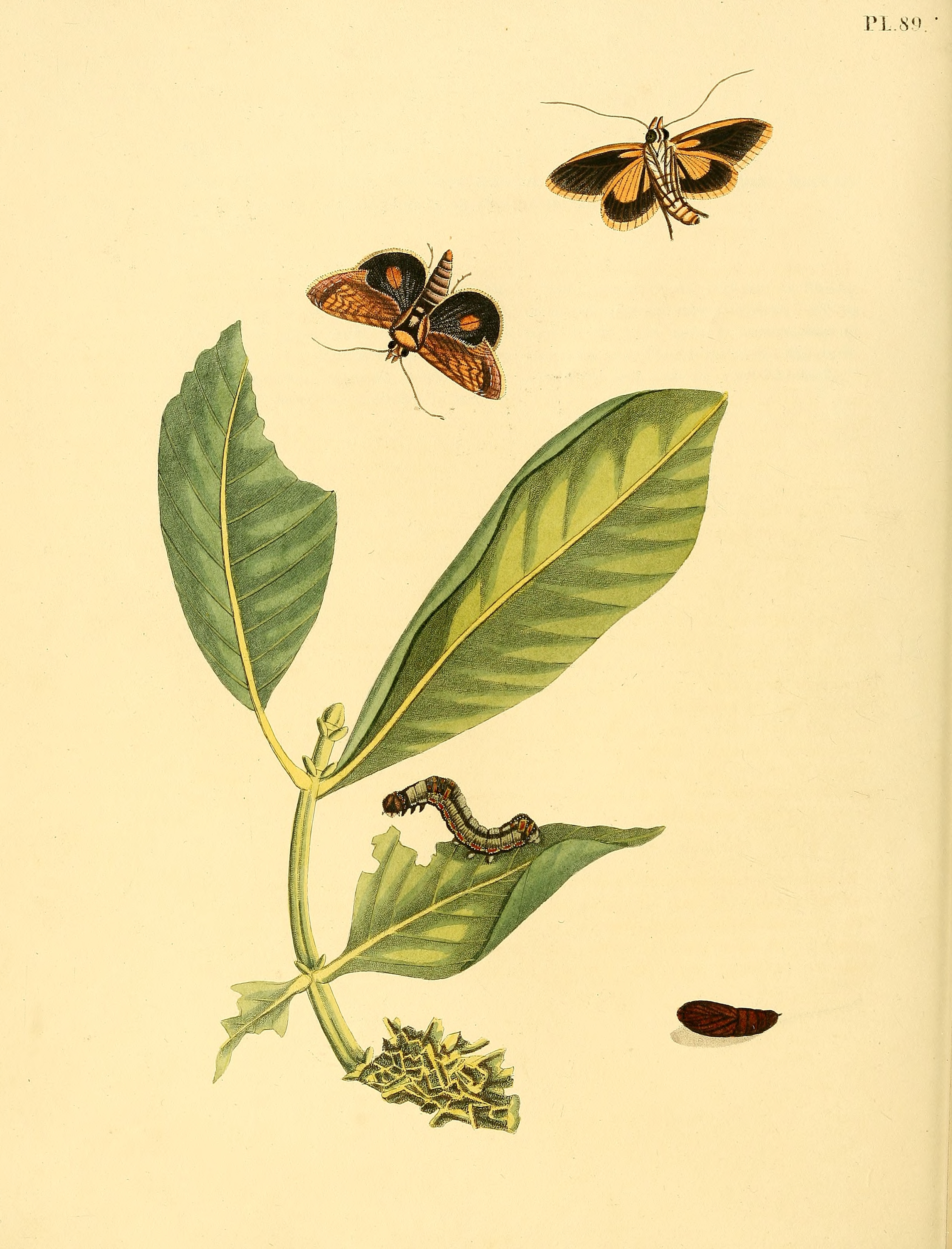
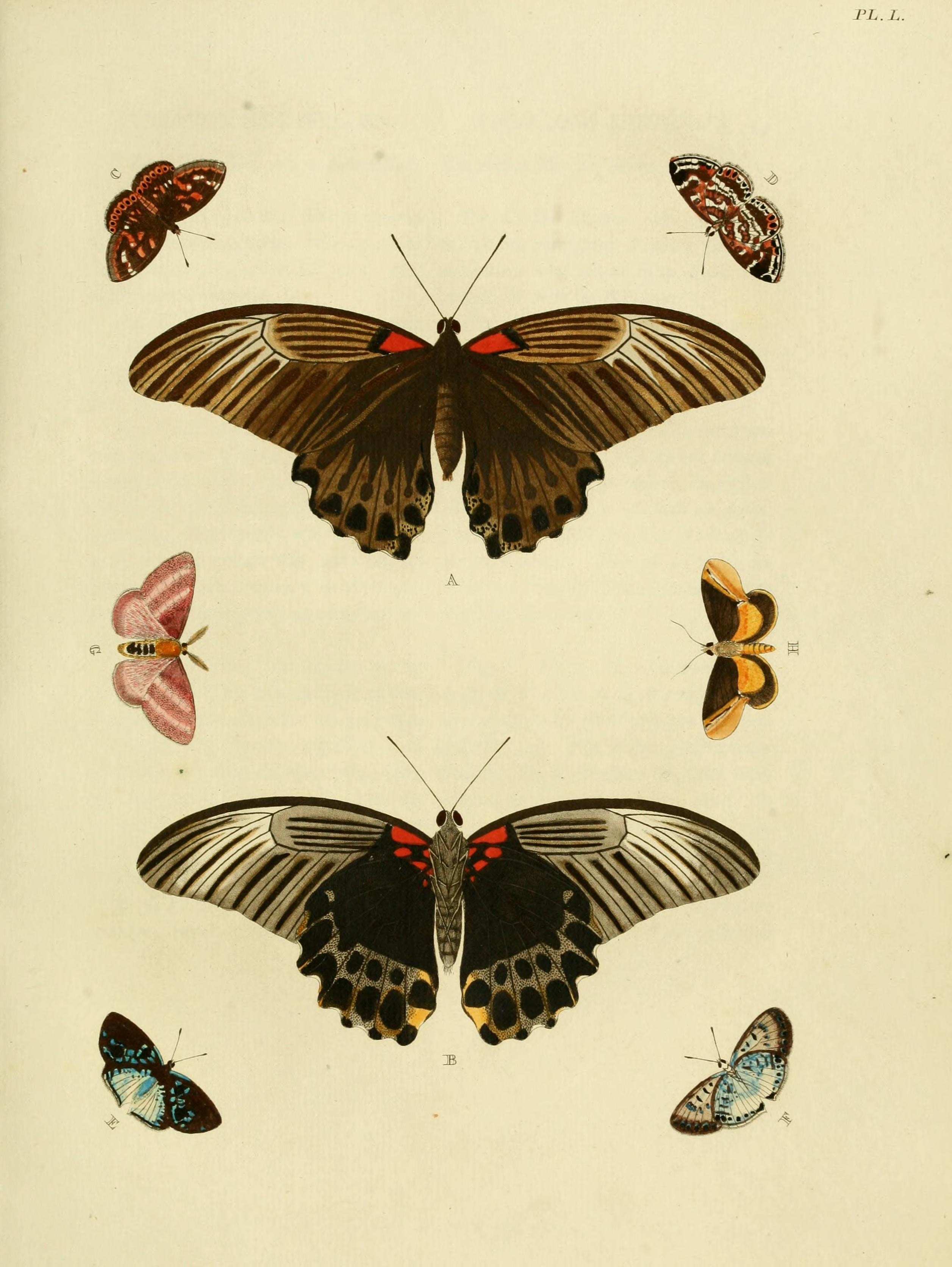
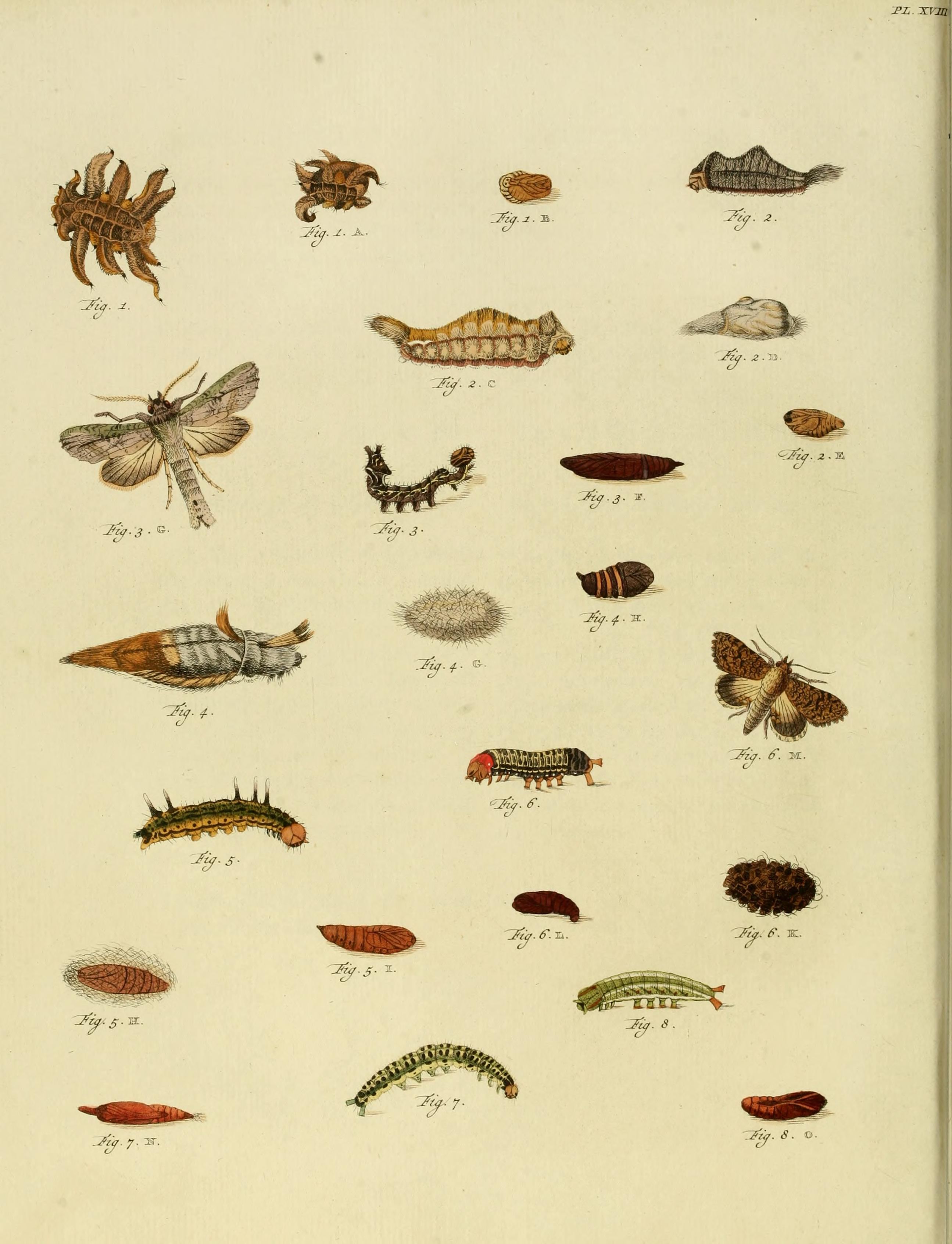
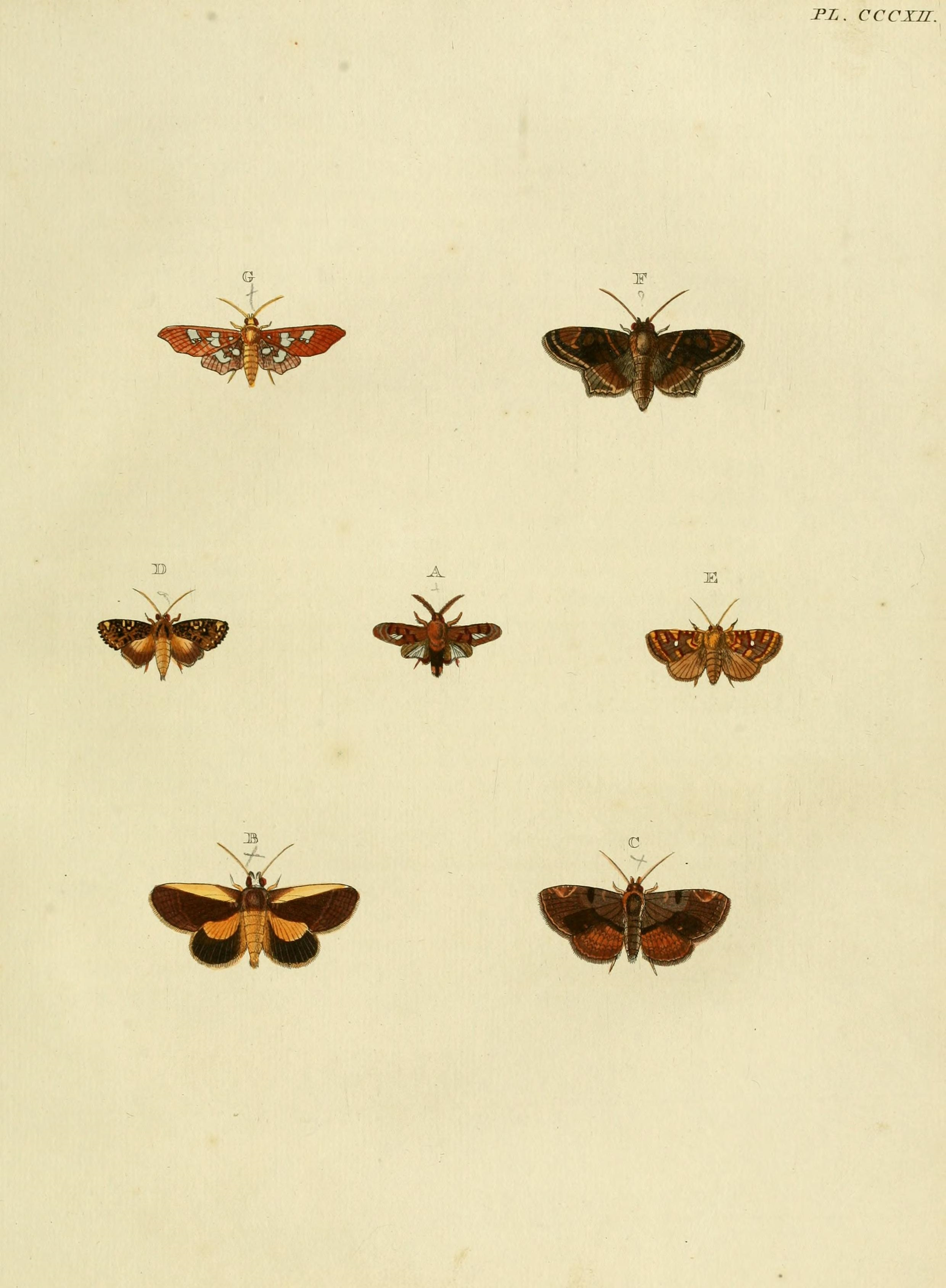

## Dottertaxa tillGonodonta, i alfabetisk ordning[1]
- Gonodonta acmeptera
- Gonodonta aequalis
- Gonodonta aeratilinea
- Gonodonta agora
- Gonodonta alexandra
- Gonodonta amianta
- Gonodonta avangareza
- Gonodonta biarmata
- Gonodonta bidens
- Gonodonta camora
- Gonodonta choninea
- Gonodonta chorinea
- Gonodonta chrysotornus
- Gonodonta clotilda
- Gonodonta correcta
- Gonodonta dentata
- Gonodonta distincta
- Gonodonta ditissima
- Gonodonta elaborans
- Gonodonta elegans
- Gonodonta evadens
- Gonodonta fernandezi
- Gonodonta flavidens
- Gonodonta fulvangula
- Gonodonta fulvidens
- Gonodonta galapagensis
- Gonodonta hesione
- Gonodonta holosericea
- Gonodonta immacula
- Gonodonta incurva
- Gonodonta indentata
- Gonodonta latimacula
- Gonodonta lecha
- Gonodonta lincus
- Gonodonta maria
- Gonodonta marmorata
- Gonodonta meridionalis
- Gonodonta mexicana
- Gonodonta milla
- Gonodonta miranda
- Gonodonta nitidimacula
- Gonodonta nutrix
- Gonodonta obesa
- Gonodonta panoana
- Gonodonta paraequalis
- Gonodonta parens
- Gonodonta plumbicincta
- Gonodonta primulina
- Gonodonta pseudamianta
- Gonodonta pulverea
- Gonodonta pyrgo
- Gonodonta separans
- Gonodonta serix
- Gonodonta sicheas
- Gonodonta sinaldus
- Gonodonta sitia
- Gonodonta soror
- Gonodonta sphenostigma
- Gonodonta superba
- Gonodonta syrna
- Gonodonta temperata
- Gonodonta tenebrosa
- Gonodonta teretemacula
- Gonodonta uncina
- Gonodonta unica
- Gonodonta uxor
- Gonodonta walkeri
- Gonodonta velata